# Декларація про права селян
Декларація прав селян (UNDROP), офіційно Декларація ООН про права селян та інших людей, які працюють у сільській місцевості, є резолюцією ООН з прав людини з загальним розумінням», прийнятою Організацією Об’єднаних Націй у 2018 році.

## Історія

### Фон
У 2008 році Ла Віа Кампезіна оприлюднила Декларацію прав селян – жінок і чоловіків, яка за підтримки інших організацій громадянського суспільства представила її Раді ООН з прав людини.
Потім цей текст був використаний як основа з 2009 по 2019 рік для узгодження тексту остаточної декларації UNDROP. Переговори підтримали такі групи громадянського суспільства, як La Via Campesina, FIAN International або Центр Європи-третього світу (CETIM), а також науковці, такі як група з прав селян Женевської академії міжнародного гуманітарного права та прав людини, та кілька спеціальних доповідачів ООН.

### Права селян
Концепція прав селян ґрунтується на правах фермерів, визнаних, серед іншого, у Договорі ФАО про рослини та в Конвенції про біологічне різноманіття.

### Обговорення тексту

#### Запуск
Переговори, які спочатку очолювала Болівія, були ініційовані Радою ООН з прав людини і в кінцевому підсумку прийняті Генеральною Асамблеєю ООН.

#### Рада з прав людини
28 вересня 2018 року проєкт резолюції A/HRC/39/L.16 був представлений Раді ООН з прав людини за підтримки Алжиру, Болівії, Куби, Еквадору, Сальвадору, Єгипту, Гаїті, Кенії, Нікарагуа, Парагваю, Філіппін, Південної Африки, Того, Венесуели та Палестинської держави.
Згодом її було прийнято 33 голосами «за», 11 утрималися (Бельгія, Бразилія, Хорватія, Німеччина, Ісландія, Японія, Республіка Корея, Словаччина, Словенія та Іспанія) і 3 «проти» (Австралія, Угорщина та Сполучене Королівство) як резолюція КПЧ. 39/12

#### Третій комітет Генеральної Асамблеї
24 жовтня Третій комітет Генеральної Асамблеї ООН провів міжурядову робочу групу відкритого складу для обговорення проекту UNDROP, де з коментарями виступили представники Болівії, Індонезії, Європейського Союзу, Куби та Південної Африки. Проєкт резолюції (A/C.3/73/L.30) був представлений Третьому комітету Генеральної Асамблеї ООН 8 листопада представником Болівії при співавторстві з Куби, Еквадору, Сальвадору, Монголії, Нікарагуа, Парагваю, Португалія, ПАР та Венесуели.
19 листопада проєкт отримав підтримку з Беніну, Центральноафриканської Республіки, Чаду, Домініканської Республіки, Єгипту, Еритреї, Гвінеї, Індонезії, Ірану, Казахстану, Кенії, Ліберії, Малі, Нігеру, Нігерії, Пакистану, Сент-Кіттс і Невіс, Сент-Вінсент і Гренадини, Сьєрра-Леоне, Сомалі, Південний Судан, Уганда, Об'єднана Республіка Танзанія, Замбія та Зімбабве. Згодом його було подано на голосування, результат якого був позитивним: 119 голосів «за», 7 голосів «проти» (Австралія, Угорщина, Ізраїль, Нова Зеландія, Швеція, Велика Британія, Сполучені Штати Америки) і 49 утрималися.

#### 73-е пленарне засідання Генеральної Асамблеї
На своєму 55-му пленарному засіданні 17 грудня 2018 року сімдесят третя сесія Генеральної Асамблеї Організації Об'єднаних Націй прийняла резолюцію 73/165, яка містить UNDROP як додаток, і в вступі якої йдеться:
Генеральна Асамблея,
Вітаючи прийняття Радою з прав людини у своїй резолюції 39/12 від 28 вересня 2018 року1 Декларації ООН про права селян та інших людей, які працюють у сільській місцевості,
1. Приймає Декларацію Організації Об'єднаних Націй про права селян та інших людей, які працюють у сільській місцевості, як міститься в додатку до цієї резолюції;
2. Запрошує уряди, установи та організації системи Організації Об'єднаних Націй, а також міжурядові та неурядові організації поширювати Декларацію та сприяти її загальній повазі та розумінню;
3. Просить Генерального секретаря включити текст Декларації до наступного видання «Права людини: Збірник міжнародних документів».

Перед ухваленням представник Швейцарії (однієї з небагатьох країн, що не розвиваються, яка голосує за) заявив про UNDROP, що він «прагне узагальнити права селян в одному документі, щоб краще підвищити обізнаність про їхнє становище. Це дуже важливий політичний сигнал».
«За» проголосували Афганістан, Алжир, Ангола, Антигуа і Барбуда, Азербайджан, Багамські острови, Бахрейн, Бангладеш, Барбадос, Білорусь, Беліз, Бенін, Бутан, Болівія, Ботсвана, Бруней, Бурунді, Кабо-Верде, Камбоджа, Центральноафриканська Республіка, Чад, Чилі, Коморські острови, Конго, Коста-Рика, Кот-д'Івуар, Куба, Північна Корея, Демократична Республіка Конго, Джибуті, Домініка, Домініканська Республіка, Еквадор, Єгипет, Сальвадор, Еритрея, Габон, Гамбія, Гана, Гренада, Гвінея, Гвінея-Бісау, Гаяна, Гаїті, Індія, Індонезія, Іран, Ірак, Ямайка, Йорданія, Казахстан, Кенія, Кувейт, Киргизстан, Лаос, Ліван, Ліберія, Лівія, Люксембург, Малаві, Мадагаскар, Мальдіви, Малі, Мавританія, Маврикій, Мексика, Монако, Монголія, Марокко, Мозамбік, М'янма, Намібія, Непал, Нікарагуа, Нігер, Нігерія, Оман, Пакистан, Панама, Папуа Нова Гвінея, Перу, Філіппіни, Португалія, Катар, Молдова, Руанда, Сент-Кітс і Невіс, Сент-Люсія, Сент-Вінсент і Греція Надіни, Сан-Томе і Принсіпі, Саудівська Аравія, Сенегал, Сербія, Сейшельські острови, Сьєрра-Леоне, Соломонові острови, Сомалі, ПАР, Південний Судан, Шрі-Ланка, Судан, Суринам, Швейцарія, Сирія, Таджикистан, Таїланд, Того, Східний Тимор, Тринідад і Тобаго, Туніс, Уганда, Об’єднані Арабські Емірати, Танзанія, Уругвай, Узбекистан, Венесуела, В’єтнам, Ємен, Замбія та Зімбабве.
Зокрема, проти Декларації проголосували Австралія, Гватемала, Угорщина, Ізраїль, Нова Зеландія, Швеція, Велика Британія та Сполучені Штати Америки.
Утрималися: Албанія, Андорра, Аргентина, Вірменія, Австрія, Бельгія, Боснія і Герцеговина, Бразилія, Болгарія, Камерун, Канада, Колумбія, Хорватія, Кіпр, Чехія, Данія, Естонія, Ефіопія, Фіджі, Фінляндія, Франція, Грузія, Німеччина, Греція, Гондурас, Ісландія, Ірландія, Італія, Японія, Кірибаті, Латвія, Лесото, Ліхтенштейн, Литва, Мальта, Чорногорія, Нідерланди, Норвегія, Палау, Польща, Південна Корея, Румунія, Росія, Самоа, Сан-Марино, Сінгапур, Словаччина, Словенія, Іспанія, Північна Македонія, Туреччина, Тувалу, Україна та Вануату.

## Зміст

### Преамбула
У преамбулі нагадується низка документів з прав людини, зокрема:
- Статут Організації Об'єднаних Націй,
- Загальна декларація прав людини,
- Конвенція про ліквідацію всіх форм расової дискримінації,
- Пакт про економічні, соціальні та культурні права,
- Пакт про громадянські та політичні права,
- Конвенція про ліквідацію всіх форм дискримінації щодо жінок,
- Конвенція про права дитини,
- Міжнародна конвенція про права мігрантів,
- відповідні конвенції Міжнародної організації праці,
- Декларація про право на розвиток,
- Декларація прав корінних народів,

У ньому також згадується Порядок денний сталого розвитку на період до 2030 року, а також відповідне міжнародне право, наприклад:
- Договір про заводи (ITPGRFA),
- Конвенція про біологічне різноманіття
- і його Нагойський протокол про доступ до генетичних ресурсів і справедливий і справедливий розподіл вигод від їх використання,
- Добровільні керівні принципи ФАО щодо відповідального управління землеволодінням, рибальством і лісами в контексті національної продовольчої безпеки,
- Добровільні рекомендації ФАО щодо забезпечення сталого маломасштабного рибальства в контексті продовольчої безпеки та ліквідації бідності,
- Добровільні рекомендації ФАО для підтримки прогресивної реалізації права на достатнє харчування в контексті національної продовольчої безпеки,

### Стаття 1, 2, 27 і 28: загальні положення
Стаття 1 визначає основні поняття, статті 2 і 28 зосереджуються на загальних зобов'язаннях країн, а стаття 27 перераховує відповідальність системи Організації Об'єднаних Націй та інших міжурядових організацій.

### Стаття 3: рівність
Стаття 3 вводить поняття рівності та недискримінації між селянами та іншими людьми, які працюють у сільській місцевості.

### Стаття 4: жінки
Стаття 4 нагадує про головну роль жінок у сільській сільській місцевості та закликає до нульової дискримінації жінок, здорового гендерного балансу та участі та залучення жінок на всіх рівнях.

### Статті 5 і 18: право на природу
Стаття 5 зосереджується на праві селян на доступ до природних ресурсів, включаючи генетичні ресурси, і на користування засобами для розвитку, зокрема сталого розвитку. Стаття 18 доповнює її, надаючи конкретні права на чисте, безпечне та здорове довкілля для всіх людей, які працюють і живуть у сільській місцевості.

### Статті 6, 7, 8 і 9: свободи, громадянські та політичні права
Ця частина Декларації стосується права на життя, безпеки людей, а також свободи пересування, свободи думки, поглядів і їх вираження, а також свободи асоціацій.

### Стаття 10, 11 і 12: справедливість
Статті 10, 11 і 12 зосереджені на праві на участь, праві на інформацію та праві на правосуддя, включаючи доступ до правосуддя, справедливе поводження, а також право на захист і відшкодування у разі порушення прав селян.

### Стаття 13, 14 і 16: трудові права
Ці дві статті стосуються права на працю та права на працю в безпечному та здоровому середовищі з відповідними умовами праці. Стаття 16 є доповнювальною та зосереджена на праві на гідний дохід, на праві вибору й утримання особи до існування та обраних засобів виробництва.

### Стаття 15: продовольчий суверенітет
Стаття 15 досліджує одне з головних запитань селянських рухів протягом багатьох років: право на їжу, продовольчу безпеку та продовольчий суверенітет.

### Статті 22 і 23: право на охорону здоров'я та соціальне забезпечення
Ця стаття ґрунтується на праві кожного на найвищий досяжний рівень фізичного та психічного здоров’я (право на здоров’я) і включає конкретні елементи, такі як посилання на традиційну медицину.

### Стаття 26: культурні права, традиційні знання та традиційні прояви культури
Ця стаття присвячена соціокультурним аспектам, зокрема традиційним знанням та традиційній культурній спадщині.

### Внутрішні посилання
- Права людини
- Рада ООН з прав людини
- Права корінного населення
- Право на харчування
- Договір ФАО про рослини (ITPGRFA)
- Селянський рух
- Десятиліття сімейних фермерських господарств ООН

## Зовнішні посилання
- Декларація Організації Об’єднаних Націй про права селян та інших людей, які працюють у сільській місцевості [Архівовано 7 квітня 2022 у Wayback Machine.], прийнята Генеральною Асамблеєю 17 грудня 2019 року в резолюції 73/165.
- Ілюстрована версія [Архівовано 23 квітня 2020 у Wayback Machine.], опублікована Via Campesina
- Декларація прав селян – жінок і чоловіків. [Архівовано 15 березня 2022 у Wayback Machine.] Селянам світу потрібна Міжнародна конвенція про права селян [Архівовано 15 березня 2022 у Wayback Machine.] , початкова пропозиція від Via Campesina